# برناردو دادی
برناردو دادی (انگلیسی: Bernardo Daddi ؛ ۱ ژانویهٔ ۱۲۹۰ ؛ ۱۸ اوت ۱۳۴۸) یک نقاش ایتالیایی اوایل رنسانس و نقاش پیشگام نسل خود در فلورانس بود. او یکی از نقاشانی بود که در انقلاب هنری رنسانس مشارکت داشت، که با خلق ترکیب‌بندی‌هایی با هدف به‌دست‌آوردن بازنمایی واقع‌گراتری از واقعیت، از مکاتب پیشین نقاشان گوتیک گسست.

## نگارخانه

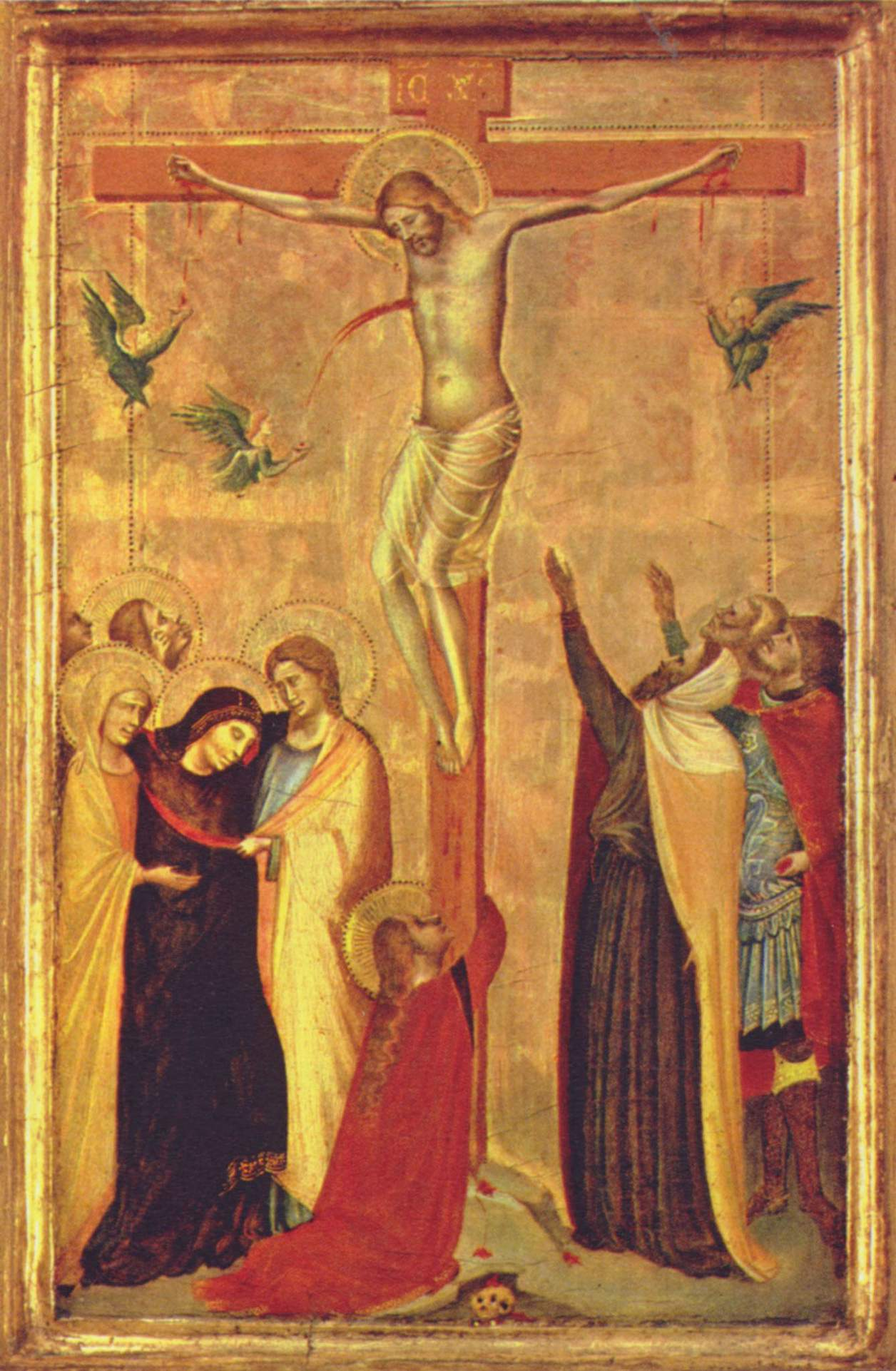
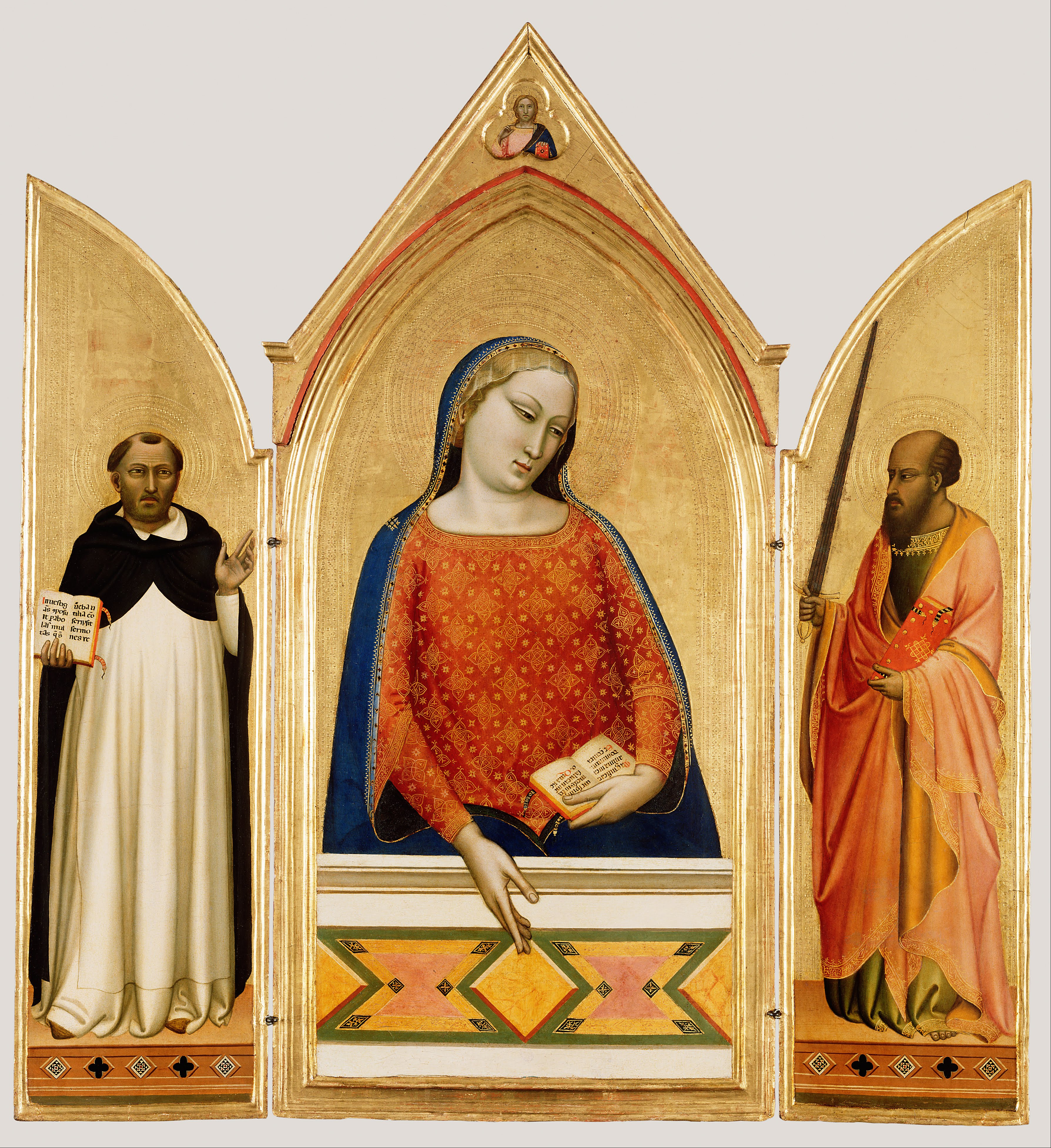